# Carnival Dream

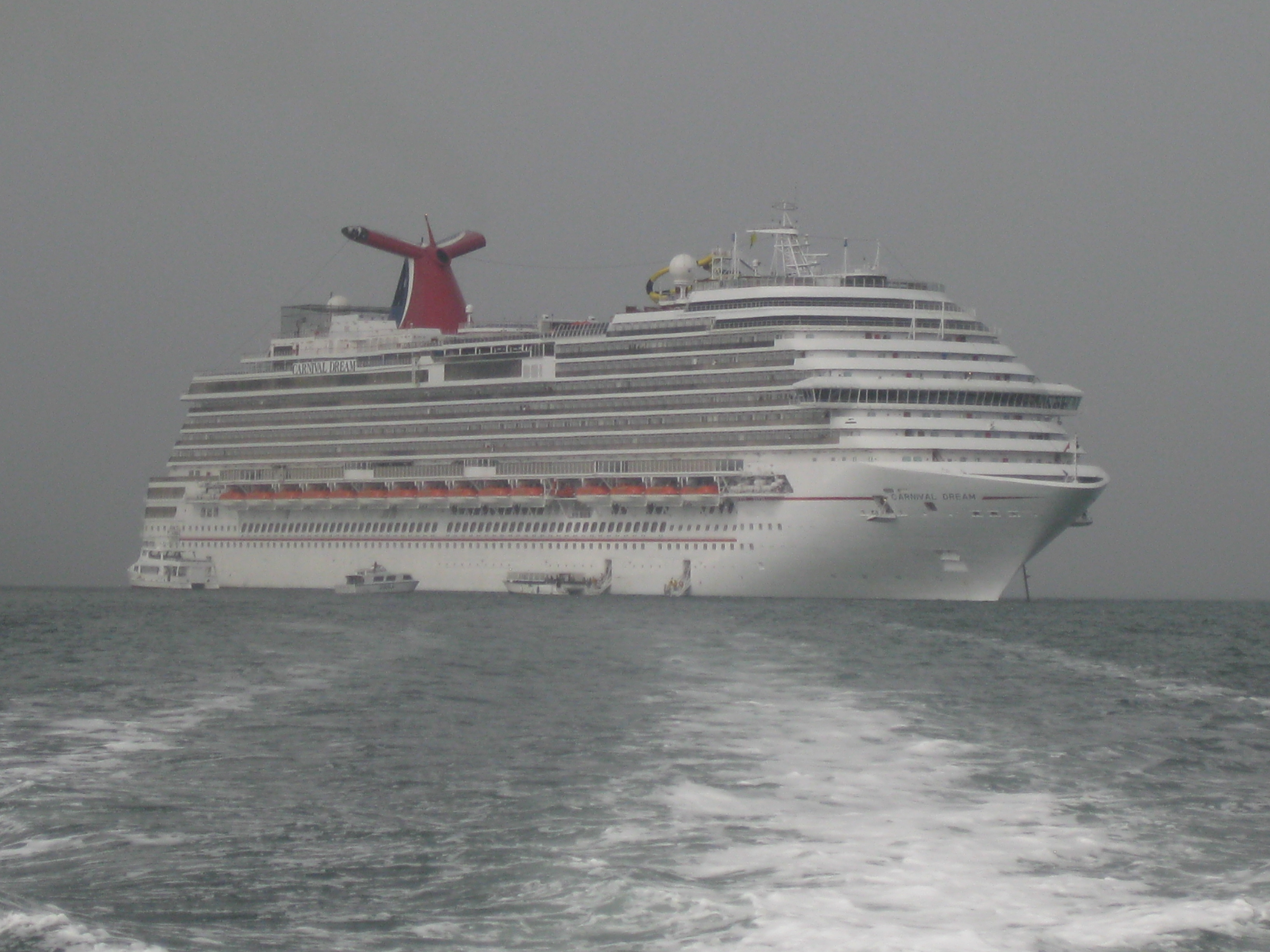
Carnival Dream a Belize nel 2010 con la vecchia livrea.

Carnival Dream è la prima nave da crociera della classe omonima della compagnia Carnival Cruise Line.
La nave è stata costruita dalla Fincantieri di Monfalcone è entrata in servizio nel settembre 2009 e, fino all'arrivo della gemella Carnival Magic è stata la nave ammiraglia della compagnia. Ha una stazza di 130.000 tonnellate.

## Navi gemelle
- Carnival Magic
- Carnival Breeze
- Costa Diadema